# 櫻井慶治
櫻井慶治（さくらい けいじ、1919年 - 2016年6月6日）は、日本の洋画家。弟子に三沢忠がいる。

## 略歴
1919年、千葉県印旛郡和田村（現千葉県佐倉市高崎）に生まれる。
千葉県立佐倉中学校（旧制、現千葉県立佐倉高等学校）、千葉師範学校（現千葉大学教育学部）を経て1949年に東京美術学校（現東京芸術大学）を卒業。東京美術学校在学中の1947年と1948年に光風会展入選。1956年から1957年文部省留学生としてフランス留学。1956年から1964年まで絵画の研究の為、ヨーロッパを中心にイタリア、スイスなど各国を歴訪。1965年、再渡欧米、フランスでル・サロン銅賞・ヴィシー国際展グランプリを受賞。
1967年（昭和42年）第10回日展、1969年（昭和44年）改組第1回日展の2回で特選を受賞した。
日展審査員３回、評議員を経て2000年に日展参与。1999年以降複数回紺綬褒章受章。さらに2002年八千代松陰学園に30周年記念のために同校に自作品140点以上を寄贈し、校内に展示されている。佐倉市文化功労表彰。千葉県知事室に昭和32年以降3回作品寄贈。
2016年6月6日死去。

## 作品
- 「ぼたん」
- 「あやめ」
- 「裸婦」
- 「雀」
- 「犬吠崎」
- 「房総の春」
- 「パリ風景」
- 「パリ(屋根裏より)」
- 「娃」
- 「フランスの女性」
- 「ニューヨーク早春」